# Протопоповка (Кировоградская область)
Протопо́повка (укр. Протопопівка) — село в Приютовской поселковой общине Александрийского района Кировоградской области Украины.
Население по переписи 2001 года составляло 2417 человек. Почтовый индекс — 28034. Телефонный код — 5235. Код КОАТУУ — 3520386201.